# Brocchinia
Brocchinia ist die einzige Pflanzengattung der Unterfamilie Brocchinioideae innerhalb der Familie der Bromeliengewächse (Bromeliaceae). Die etwa 20 Arten sind im nördlichen Südamerika verbreitet. Brocchinia-Arten befinden sich nur selten in Kultur, am verbreitetsten ist Brocchinia reducta.

## Beschreibung

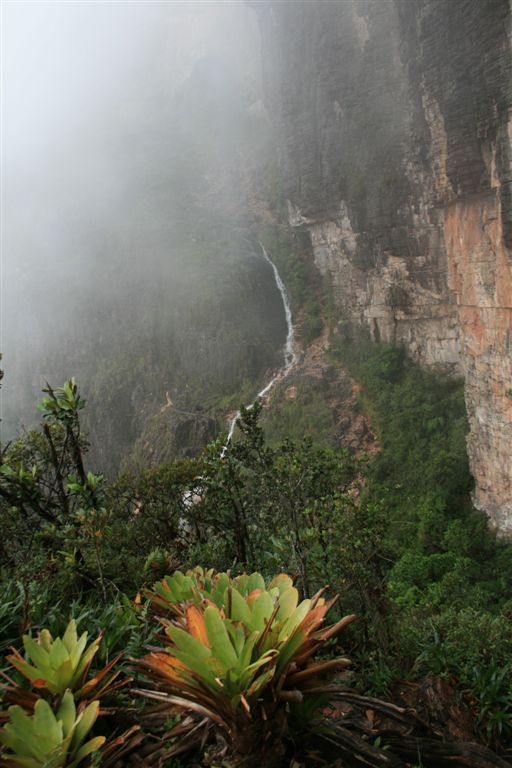
Habitat von Brocchinia tatei am Roraima-Tepui

Brocchinia-Arten wachsen als ausdauernde krautige Pflanzen. Die Laubblätter stehen in einer Blattrosette zusammen. Die einfachen Laubblätter sind glattrandig und besitzen nur einen Endstachel.
Der Blütenstand (Infloreszenz) wächst aufrecht und besitzt grüne Hochblätter (Brakteen). Die kleinen, unauffälligen Blüten sind radiärsymmetrisch und dreizählig. Die drei Kronblätter sind weiß bis grün.
Blütenformel:
{\displaystyle \star \;K_{3}\;C_{3}\;A_{3+3}\;G_{\underline {(3)}}}
Sie bilden Kapselfrüchte mit vielen kleinen flugfähigen Samen.

## Besonderheiten

### Karnivorie und Präkarnivorie
Brocchinia reducta und Brocchinia hechtioides unterscheiden sich von den anderen Brocchinia-Arten. Bei ihnen ist die Oberfläche der Blätter rutschig, so dass mögliche Beutetiere hier in den Blatttrichter hineinrutschen und ertrinken.
Bisher ist man davon ausgegangen, das bei beiden Arten keine Verdauung mit selbstproduzierten Enzymen (im Gegensatz zu den fleischfressenden Pflanzen, den Karnivoren) vorliegt, die Pflanzen würden also Bakterien als Verdauungshilfe benötigen. Daher wurden diese Arten nur als präkarnivor bezeichnet. 2005 wies jedoch Bartek Plachno von der Universität Krakau in Polen Phosphatase-Aktivität in den Verdauungsdrüsen von Brocchinia reducta nach, wodurch diese Art als karnivor im strengen Sinne anzusehen ist. Für die sehr nah verwandte Brocchinia hechtioides existieren noch keine derartigen Untersuchungen, daher ist derzeit für diese Art noch von einer Präkarnivorie auszugehen.

### „Ameisenpflanze“
Die Art Brocchinia acuminata lebt mit Kolonien von Ameisen zusammen. Die Blätter besitzen eine geschwollene Blattbasis, in der sich die Ameisen einnisten. Ähnliche Lebensgemeinschaften gibt es auch bei anderen tropischen Pflanzenarten. Solche Pflanzenarten nennt man Ameisenpflanzen (Myrmecophyten). Der Kot der Ameisen dient der Brocchinia acuminata als zusätzliche Nährstoffquelle. Es handelt sich also um eine Symbiose, weil beide Organismen einen Nutzen davon haben.

## Standorte
Die meisten Arten der Gattung Brocchinia wachsen epiphytisch oder lithophytisch. Wenige Brocchinia-Arten wachsen terrestrisch. Einige Arten, die auf den Tepuis leben, wachsen auf blanken Felsen.

## Systematik und Verbreitung
Die Gattung Brocchinia wurde 1830 durch Josef August Schultes und Julius Hermann Schultes in Johann Jacob Roemer & Josef August Schultes: Systema Vegetabilium, Band 7, 2, LXX, S. 1250 aufgestellt. Der Gattungsname Brocchinia ehrt den italienischen Naturwissenschaftler Giambattista Brocchi (1772–1826); in der Erstbeschreibung steht dazu: „Diximus in honorem divi G.B. Brocchi, Italiae splendidi decoris, qui amore scientiae naturalius deperiit in Nubia.“ (übersetzt: „Gewidmet G. B. Brocchi, der herrlichsten Berühmtheit Italiens, der die Naturwissenschaften liebte und in Nubien (Ägypten) starb.“) Typusart ist Brocchinia paniculata Schult. f.
Die Gattung Brocchinia ist früher der Unterfamilie Pitcairnioideae zugeordnet worden. Nach molekulargenetischen Untersuchungen bildet sie alleine die Unterfamilie Brocchinioideae. Gemeinsam mit einigen anderen Gattungen ist sie als basale Gruppe der Bromeliaceae eingestuft worden. Ein Synonym für Brocchinia Schult. & Schult. f. ist Ayensua L.B.Sm.
Die Gattung Brocchinia ist in Brasilien, Guayana, Kolumbien und Venezuela verbreitet.
| Zur Gattung Brocchinia gehören etwa 20 Arten: |
| - Brocchinia acuminata L.B.Sm.: Sie gedeiht an Felsen sowie terrestrisch auf offenen Gipfelbereichen und im Dickicht in Höhenlagen von 600 bis 1850 Metern in Kolumbien und Venezuela. - Brocchinia amazonica L.B.Smith: Sie gedeiht an Felsen an Flussufern in der Umgebung des Rio da Serra Aracá im brasilianischen Bundesstaat Amazonas. - Brocchinia cataractarum (Sandwith) B.Holst: Dieser Endemit gedeiht auf klein zerbrochenen Felsen in Höhenlagen von etwa 60 Metern in Guyana nur in Essequibo. - Brocchinia cowanii L.B.Sm.: Sie gedeiht in Höhenlagen von etwa 1250 Metern in Venezuela nur im Bundesstaat Amazonas. - Brocchinia delicatula L.B.Sm.: Sie gedeiht in Felsspalten in Höhenlagen von etwa 1100 Metern, lokal häufig, in Venezuela nur im Bundesstaat Amazonas. - Brocchinia gilmartiniae G.S.Varadarajan: Sie gedeiht in Höhenlagen von 1150 bis 1200 Metern Gipfelbereichen nur in Bolivar. - Brocchinia hechtioides Mez (Syn.: Brocchinia reducta sensu L.B.Sm. non Baker, Brocchinia cryptantha L.B.Sm.): Sie gedeiht auf Felsen sowie terrestrisch in Savannen und Gipfelbereichen in Höhenlagen von 1500 bis 2125 Metern in Kolumbien und Venezuela. - Brocchinia hitchcockii L.B.Sm.: Sie gedeiht epiphytisch auf Bäumen im Bonnetia-Wald im Gipfelbereich in Höhenlagen von etwa 2000 Metern in Venezuela nur im Bundesstaat Amazonas. - Brocchinia maguirei L.B.Sm.: Sie gedeiht terrestrisch in sumpfigen Savannen in Höhenlagen von 1400 bis 1800 Metern in Venezuela nur im Bundesstaat Amazonas. - Brocchinia melanacra L.B.Sm.: Sie gedeiht terrestrisch auf feuchten Gipfelbereichen in Höhenlagen von 1300 bis 2000 Metern in Venezuela in den Bundesstaaten Amazonas sowie Bolivar. - Brocchinia micrantha (Baker) Mez (Syn.: Brocchinia cordylinoides Baker, Brocchinia andreana hort. ex Baker, Brocchinia demerarensis hort. ex Baker): Sie bildet Bestände in Savannas in Höhenlagen von 500 bis 1200 Metern in Venezuela nur in Bolivar und in Guyana nur in Essequibo. - Brocchinia paniculata Schultes f.: Sie gedeiht terrestrisch, lithophytisch sowie epiphytisch in Höhenlagen von 140 bis 1500 Metern in Kolumbien und Venezuela. - Brocchinia prismatica L.B.Sm.: Sie gedeiht terrestrisch in sumpfigen Savannen in Höhenlagen von 100 bis 175 Metern in Venezuela nur im Bundesstaat Amazonas. - Brocchinia reducta Baker: Sie gedeiht terrestrisch auf den Gipfeln einiger Tepuis in der Gran Sabana südlich des Orinoko im südlichen Venezuela und im nordwestlichen Guyana. - Brocchinia rupestris (Gleason) B.Holst: Dieser Endemit gedeiht in Höhenlagen von etwa 1000 Metern auf Sandstein im Flussbett oder an Wasserfällen nur im Flusseinzugsgebiet der oberen Mazaruni in Guyana nur in Essequibo. - Brocchinia steyermarkii L.B.Sm.: Sie gedeiht terrestrisch in sumpfigen Savannen in Höhenlagen von 460 bis 1220 Metern in Guyana und in Venezuela nur im Bundesstaat Bolivar. - Brocchinia tatei L.B.Sm. (Syn.: Brocchinia secunda L.B.Sm., Brocchinia olivaestevae Steyerm. & L.B.Sm.): Sie gedeiht terrestrisch auf offenen Gipfelbereichen und epiphytisch in feuchten Wäldern in Höhenlagen von 500 bis 2410 Metern in Venezuela in den Bundesstaaten Bolivar sowie Amazonas. - Brocchinia uaipanensis (Maguire) Givnish (Syn.: Barbacenia uaipanensis Maguire, Ayensua uaipanensis (Maguire) L.B.Sm.): Sie war ab 1969 in eine monotypische Gattung Ayensua gestellt worden; molekulargenetische Daten zeigen, dass sie zu Brocchinia gehört. Sie kommt in Venezuela nur im Bundesstaat Bolivar vor. - Brocchinia vestita L.B.Sm.: Sie gedeiht terrestrisch in Savannen in Höhenlagen von 1200 bis 2000 Metern in Venezuela nur im Bundesstaat Amazonas. - Brocchinia wurdackiana B.Holst: Sie gedeiht in Höhenlagen von etwa 150 Metern in Venezuela nur im Bundesstaat Amazonas. |